# Dysphania ludifica
Dysphania ludifica là một loài bướm đêm trong họ Geometridae.